# Gambia Handball Association
Die Gambia Handball Association (GHA) (deutsch Gambischer Handballverband) ist der Dachverband der Handballvereine in dem westafrikanischen Staat Gambia.
Die 1986 gegründete GHA ist seit 1990 Mitglied in der International Handball Federation. Präsident des Verband ist Sheriff Sanyang, Generalsekretär ist Haruna Cham. Aufgaben des Verbandes ist die Förderung, Verbesserung und Entwicklung des Handballs, sowie die Organisation einer nationalen Liga in Gambia.